# Zozym
Zozym – imię męskie pochodzenia greckiego, gr. Ζωσιμος (Zosimos), oznaczające "żywotny"; "pełen sił witalnych". Było to imię kilku świętych i papieża, św. Zozyma. Znacznie większą popularnością, niż w Polsce, cieszyło się ono w prawosławnej Europie wschodniej.
Zozym imieniny obchodzi:
- 30 marca
- 30 listopada, jako wspomnienie Zozyma, wyznawcy i cudotwórcy palestyńskiego[1]
- 18 grudnia

Znane osoby noszące to imię:
- św. Zozym – papież w latach 417-418
- bł. Zozym Izquierdo Gil (1895-1936) – hiszpański męczennik
- św. Zozym Sołowiecki (1478) – mnich
- św. Zozym (Wierchowski) (1768-1833) – mnich
- Zozym – metropolita Moskwy w latach 1490-1494